# Posavski konj
Posavski konj ali posavec je slovenska avtohtona pasma konj, ki izvira iz porečja Save, v glavnem Posavja, goji pa se ga tudi na Hrvaškem. Gre za manjšega hladnokrvnega konja, ki je navadno rjavec in vranec, redkeje sivec in lisjak. Konji so v večji meri klavne živali, ki se jih goji za pridobivanje kvalitetnega konjskega mesa, določeni posamezniki pa služijo kot delovni in vprežni, redkeje tudi jezdni konji.

## Izvor in razširjenost
Posavski konj je domača pasma, pri oblikovanju katere so sodelovali predvsem kmetje, ki so konje redili glede na podnebje in naravo tamkajšnjega področja. Za izvorno območje posavca štejemo porečje Save, kjer so v preteklosti na kmetih gojili avtohtone konje, ki so jih priložnostno in nenačrtno križali s tujimi pasmami delovnih (hladnokrvnih) konj, predvsem z belgijskim hladnokrvnim konjem. Organizirana reja (vodenje rodovniških knjig) se je v Sloveniji začela šele v letu 1993, reprodukcijske podatke, namenjene potrebam selekcije, pa so pričeli zapisovati leta 2009.
Med prvotna območja razširjenosti, kjer je še danes teh konj največ, štejemo kraje spodnjega toka reke Save, kot sta na primer Krško in Brežice v Posavju. Reja posavskega konja je značilna tudi za Hrvaško. Danes naj bi bilo živečih okrog 1910 konj posavske pasme v Sloveniji (in približno 6000 na Hrvaškem), pri čemer je populacijska velikost glede na prejšnja leta razmeroma stabilna. V Sloveniji naj bi bilo 8 % vseh konj pripadnikov posavca.

## Značilnosti
Posavec je hladnokrvni konj manjšega okvirja z globokim in širokim trupom, za katerega je značilna majhna in ozka glava, srednje dolg vrat, razmeroma kratek hrbet, širok križ, globoke prsi in kratke ter čvrste noge, ki imajo precej velika in močna kopita. Pritlehne dele nog pokriva zaščitna dlaka. Pri posavcu je izražena velikostna spolna dvoličnost, saj so žrebci in kastrati z od 145 do 152 cm višine opazno večji od kobil, katerih viher doseže od 135 do 148 cm.
Za posavskega konja so značilni predvsem rjavi in vranci, redkeje je moč videti lisjake in sivce, lisci se ne pojavljajo. Bela, depigmentirana znamenja so nezaželena. Med pasemske odlike poleg močne in čvrste postave sodijo tudi značajske lastnosti, kot so dobrohotnost, vztrajnost in delavnost. Kobile so praviloma dobro plodne, konji obeh spolov pa zmorejo uspevati tudi v nekoliko slabših rejskih pogojih in učinkovito porabljajo dano krmo, tudi takšno slabše kvalitete.

## Vzreja in uporabnost
Kot mnoge druge slovenske avtohtone pasme se tudi posavskega konja redi v glavnem na tradicionalni, ekstenzivni način, za katerega je značilno, da se večina populacije v vremensko ugodnem delu leta pase. Nekoč so posavce rejci odbirali glede na prilagojenost tovrstni pašni reji.
Posavski konj je namenjen predvsem zakolu; gre za pasmo z odlično klavnostjo, ki se jo uporablja za proizvodnjo konjskega mesa in drugih mesnih izdelkov. Določen delež zaklanih konj predstavljajo za ta namen pitana klavna žrebeta, ki jih rejci hranijo s posebej pripravljeno močnejšo krmo. Pri posavcu gre tudi za delovnega konja, ki kmetom pomaga pri opravljanju kmečkih opravil, dela v gozdu z gozdarji in v turistične ali rekreativne namene služi kot vprežni konj. Zaradi manjše zahtevnosti se lahko posavske konje tudi jaha in uporablja kot terapevtske konje.

## Galerija
- Raznobarvni konji na paši, Odransko polje
- Več posavcev na paši
- Žrebe posavskega konja